# Anki Nilsson
Ann-Kristin "Anki" Nilsson, född 26 oktober 1953 i Landskrona är en svensk sångerska inom genrerna jazz, rock och pop och har senare även verkat som sånglärare.
Anki Nilsson började sjunga i tidig ålder och uppträdde i TV redan vid 12 års ålder. Hon inledde sin professionella karriär 1974 då hon blev en av medlemmarna i gruppen Family Four. 1976 flyttade hon till Västberlin efter ha tecknat ett kontrakt med Hansa Records. Anki Nilsson har bland annat medverkat i Allsång på skansen, Nygammalt, Frukostklubben och Julkalendern i Sveriges Television.
Anki Nilsson var i 17 år solist i Leif Uvemarks Big Band och under början av 1980-talet gjorde hon krogshower tillsammans med Owe Thörnqvist. 1997 startade hon "Allsång i slottsparken" som hon var programledare för i 13 år.